# Sint-Jacobikerk (Goslar)
De Sint-Jacobskerk of Sint-Jacobikerk (Duits: St. Jakobikirche) (naar Jakobus de Meerdere) is een kerkgebouw in de historische binnenstad van de keizerstad Goslar in de Duitse deelstaat Nedersaksen. Het betreft de parochiekerk van de gelijknamige rooms-katholieke geloofsgemeenschap.

## Geschiedenis
De Sint-Jacobikerk is de op een na oudste kerk van Goslar. Terwijl de dom als stiftskerk het symbool van keizerlijke macht was, ontstond de Jacobikerk op initiatief van bisschop Hezilo van Hildesheim om aan de oostelijke grens van het bisdom bij de keizerpalts de bisschoppelijke aanwezigheid te manifesteren. Uit documenten blijkt dat de kerk reeds voor het jaar 1073 bestond. Tegelijkertijd was de Jacobikerk ook een kerk van de burgerij. Het patrocinium van Jacobus duidt op schenkingen van rijke pelgrims die de bouw mogelijk maakten.
In de hoge middeleeuwen kwam de Sint-Jacobikerk in de schaduw te staan van de jongere en grotere Marktkerk Sint-Cosmas en Sint-Damianus. De Jacobikerk werd in deze periode de kerk van het handwerkgilde.
In de 16e eeuw nam de Jacobikerk een prominente plaats in bij de invoering van de reformatie in de stad. In 1528 eiste de Jacobikerk van de stadsraad in het Articuli Jacobitarum een spoedige invoering van de reformatie, ook eiste de kerk een publiek dispuut tussen de clerus van de stad en de hervormer Nicolaus von Amsdorf. In 1529 reisde vanuit Goslar een afvaardiging naar Maarten Luther. De delegatie keerde terug met een brief van de grote kerkhervormer waarin deze zijn steun aan de hervorming in Goslar toezegde. Maar tegelijkertijd waarschuwde Maarten Luther ook tegen het radicalisme en maande hij de burgers tot gematigdheid en geweldloosheid. Met de kerkorde van Nicolaus von Amsdorf van 1531 werden alle kerken in de stad Luthers. In de daarop volgende periode behoorde de Jacobikerk tot de kerkelijke gemeente van de Marktkerk en werd het gebouw soms als rouwkerk gebruikt.
Vanaf de 18e eeuw vestigden zich weer katholieken in Goslar. Deze katholieken kerkten in het Augustijnse Reichenbergklooster buiten de stad. Met de secularisatie in 1803 werd dit klooster opgeheven en verwoest. Nog in hetzelfde wees de Pruisische regering de Jacobikerk toe aan de katholieke gemeenschap. Het interieur van de kerk werd nu gevuld met voorwerpen en meubelstukken uit het opgeheven klooster. In 1805 werd voor het eerst sinds de hervorming een heilige mis gevierd.
Met de industrialisatie van de 19e eeuw brak er een periode van groei aan voor de katholieke gemeenschap. De etnische zuiveringen van Duitsers in de oostgebieden bracht wederom een forse toename van het aantal katholieken, zodat er voor het eerst weer nieuwe katholieke kerken konden worden gebouwd.

## Architectuur
De Jacobikerk van de 11e eeuw was een vroegromaanse, drieschepige pijlerbasiliek met dwarsschip, een hoofdapsis en twee nevenapsissen. Het huidige westwerk met twee achthoekige torens is 12e-eeuws. Rond 1250 werd het vlakke plafond vervangen door gewelven. Ter ondersteuning werden de pijlers versterkt en van fraaie laatromaanse en vroeggotische kapitelen voorzien. Iets later werden het koor en de apsis gesloopt en vervangen door een groter en hoger gotisch koor met polygonale afsluiting en maaswerkvensters.
Een ingrijpende verandering betrof de afbraak van de oude zijschepen in de jaren 1506-1512 en de nieuwbouw van hogere zijschepen. De kerk werd nu in een hallenkerk veranderd. Het nieuwe zuidelijke portaal werd voorzien van een voorhal.
Verschillende veranderingen in de 18e eeuw brachten opnieuw wijzigingen aan het gebouw aan. De nog aanwezige oude gevels van het dwarsschip werden gesloopt en het kerkschip kreeg een doorgaand dak. Ter verbetering van de belichting van het interieur werd uit alle vensters het maaswerk weggebroken.

## Interieur
De kerk bezit een groot aantal barokke interieurstukken, die afkomstig zijn uit het opgeheven stift Reichenberg. Daaronder bevinden zich het hoogaltaar en de beide zijaltaren, een biechtstoel en het kerkgestoelte. Een laatgotische piëta (1520) is het oudste voorwerp. Uit de protestantse periode dateren het doopvont, de kansel en de orgelkas in renaissance-stijl.

## Afbeeldingen

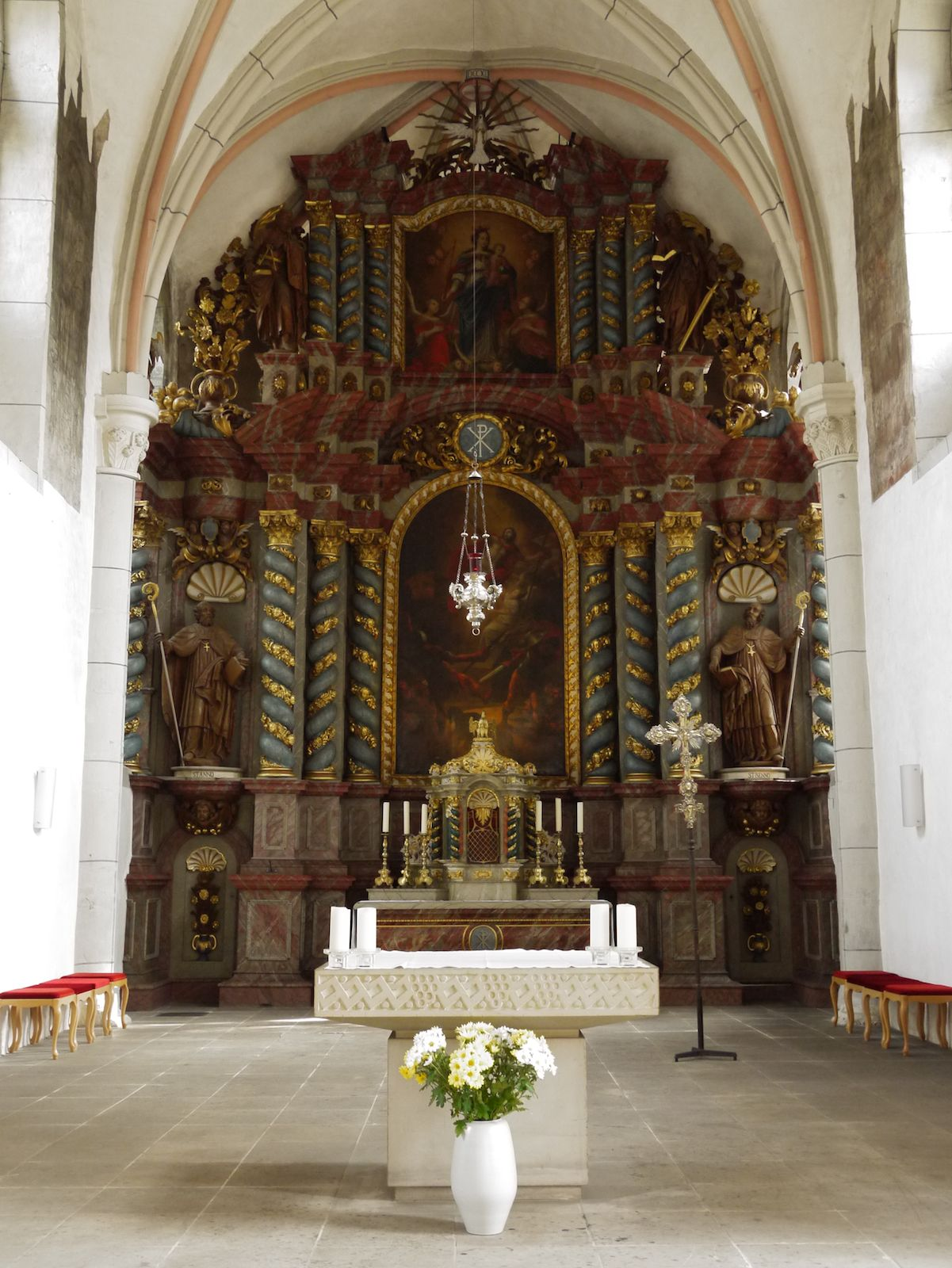
Hoogaltaar
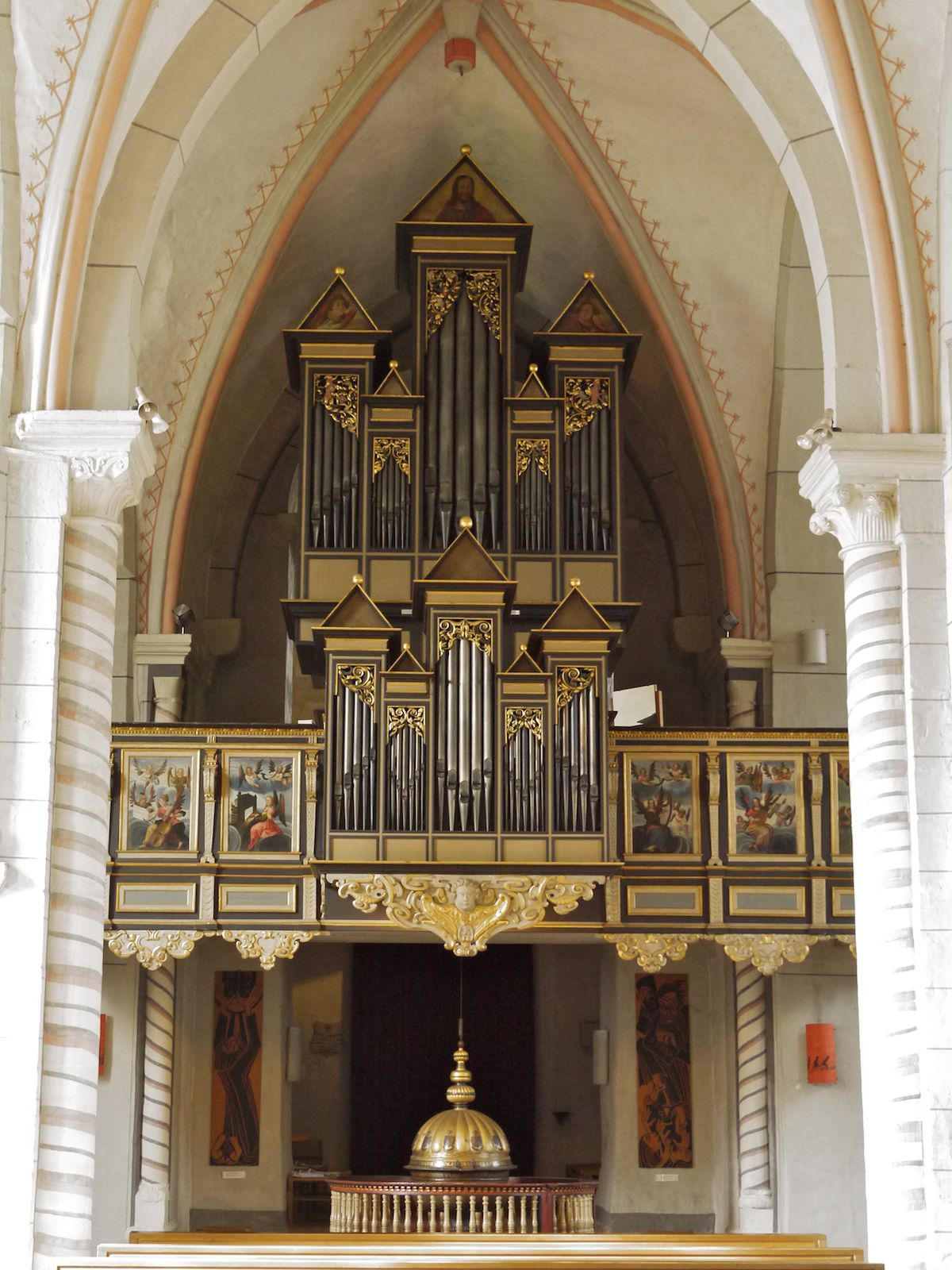
Orgel
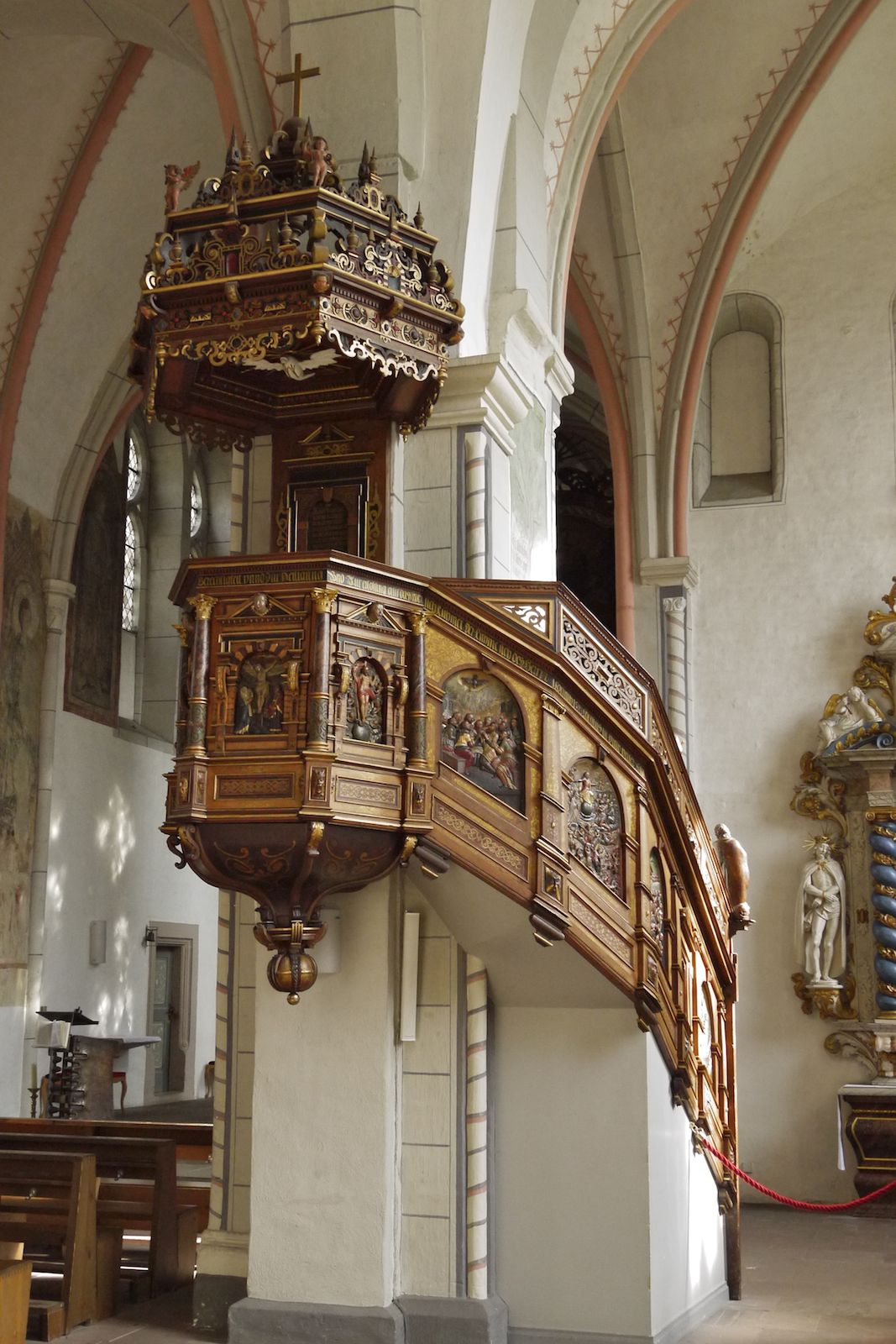
Kansel
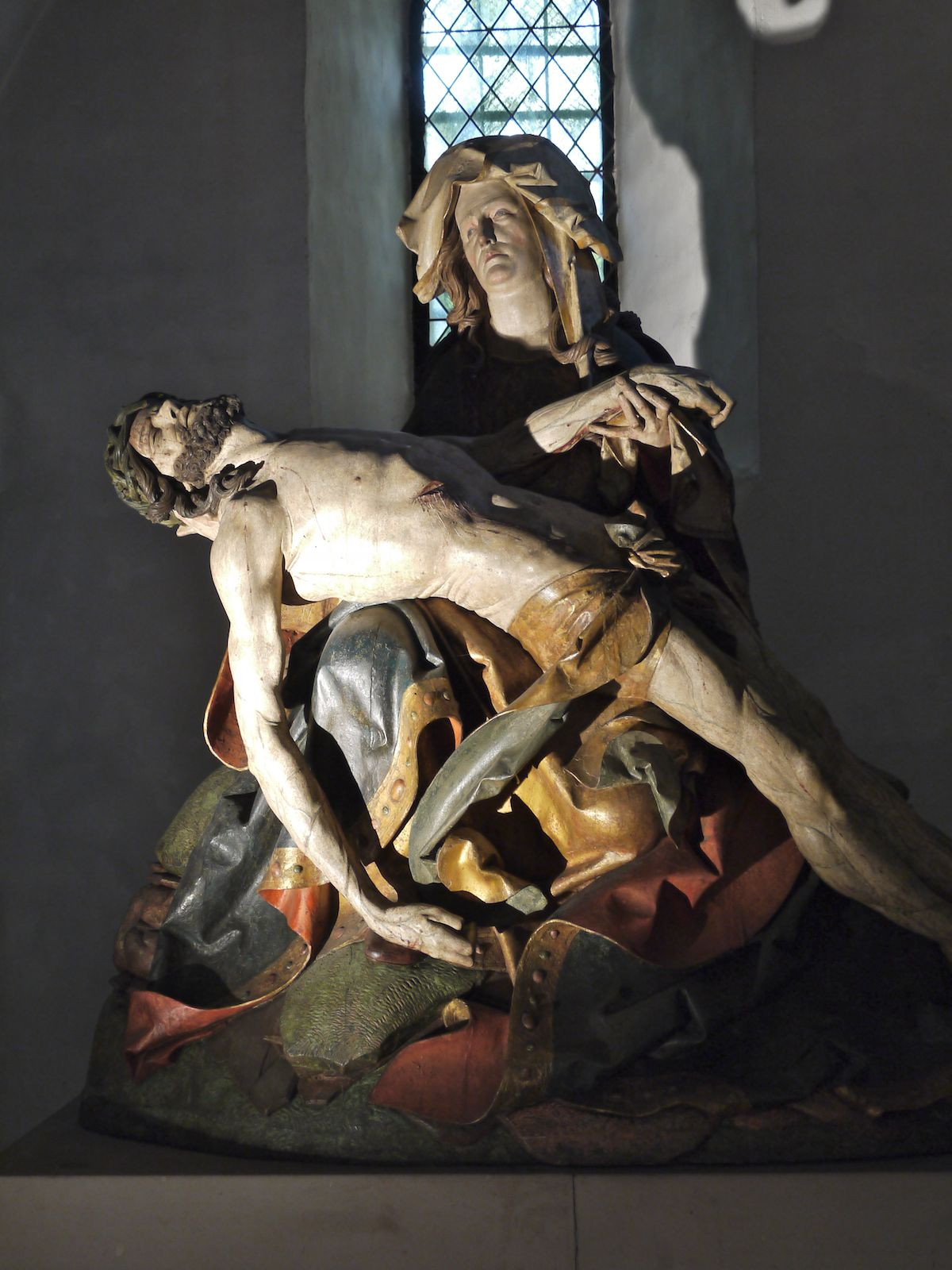
Piëta
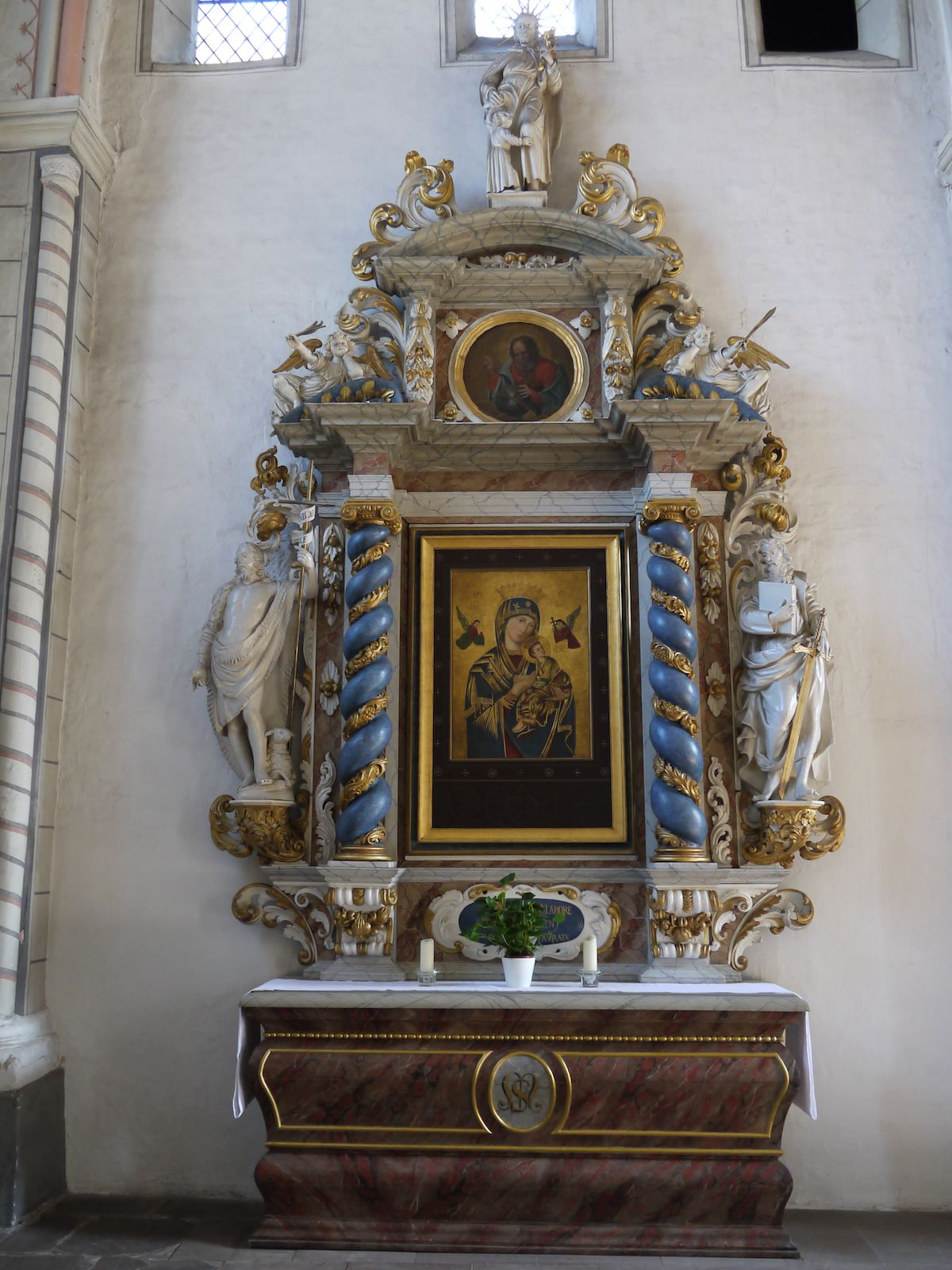
Zijaltaar (noordelijk kerkschip)